# Alain Dobignard
Alain Dobignard, född 1960 i Paris, Frankrike, är en fransk botaniker.
Auktorsnamnet Dobignard kan användas för Alain Dobignard i samband med ett vetenskapligt namn inom botaniken; se Wikipediaartiklar som länkar till auktorsnamnet.